# Alex Yermolinsky
Alex Yermolinsky (Leningrad, 11 d'abril de 1958) és un jugador d'escacs estatunidenc, que té el títol de Gran Mestre des de 1992. Ha estat dos cops Campió dels Estats Units. Està casat amb la Gran Mestre Femení (WGM) Kamilė Baginskaitė, a qui va conèixer durant la 32a Olimpíada d'escacs de 1996 a Yerevan.
A la llista d'Elo de la FIDE del gener del 2017, hi tenia un Elo de 2482 punts, cosa que en feia el jugador número 44 (en actiu) dels Estats Units. El seu màxim Elo va ser de 2660 punts, a la llista de gener de 1998 (posició 23 al rànquing mundial).

## Resultats destacats en competició
El 1993, Yermolinsky es proclamà Campió dels Estats Units, empatant al primer lloc amb Alexander Shabalov. El 1996 repetí el títol, aquest cop en solitari.
Ha guanyat tres cops el Philadelphia World Open: 1993, 1995 i 1996 (el 1991 empatà al primer lloc amb altres tres jugadors, i fou Gata Kamsky el guanyador al desempat, mentre que el 1999 empatà al primer lloc amb altres nou jugadors, però fou en Gregory Serper qui guanyà el playoff). El 2001 va guanyar el Campionat Panamericà celebrat a Cali (Colòmbia), amb 8½/11, per davant d'Alexander Goldin i Lenier Dominguez.
L'octubre de 2013 empatà als llocs 3r-8è al fort torneig The SPICE Cup, organitzat per la Universitat de Texas Tech i el Susan Polgar Institute for Chess Excellence (SPICE); (el campió fou Aleksandr Ipàtov).

## Participació en competicions per equips
Yermolinski va participar dos cops, representant els Estats Units, al Campionat del món per equips nacionals: el 1993 a Lucerna, on obtingué la medalla d'or per equips i la medalla de bronze individual al tercer tauler, i el 1997 també a Lucerna, on obtingué la medalla d'argent per equips, i la de bronze individual al primer tauler.

## Llibres
- Yermolinsky, Alex (2000). Road to Chess Improvement. Gambit Publications. ISBN 1901983242.
- Yermolinsky, Alex (2006). Chess Explained: The Classical Sicilian. Gambit Publications. ISBN 1-904600-42-5.